# Surinder Singh Sodhi
Surinder Singh Sodhi   (Firozpur, 22 de juny de 1957) és un jugador d'hoquei sobre herba indi, ja retirat, que va competir durant les dècades de 1970 i 1980.
El 1980 va prendre part en els Jocs Olímpics d'Estiu de Moscou, on guanyà la medalla d'or en la competició d'hoquei sobre herba. En el seu palmarès també destaca una medalla de plata als Jocs Asiàtics de 1978.
El 1978 va rebre el premi Maharaja Ranjit Singh, el 1993 la Medalla de la Policia de Katen Sheva, el 1994 la Medalla al Mèrit de la Policia i el 1997 el premi esportiu més important de l'Índia, el Premi Arjuna.